# Eleutherococcus simonii
Eleutherococcus simonii là một loài thực vật có hoa trong Họ Cuồng cuồng. Loài này được (Simon-Louis ex Mouill.) Hesse mô tả khoa học đầu tiên năm 1913.